# Cribrosphaera
Cribrosphaera es un género de foraminífero bentónico considerado homónimo posterior de Cribrosphaera Popofsky, 1906, y sinónimo posterior de Cribrosphaeroides de la subfamilia Parathurammininae, de la familia Parathuramminidae, de la superfamilia Parathuramminoidea, del suborden Fusulinina y del orden Fusulinida. Su especie tipo era Cribrosphaera simplex. Su rango cronoestratigráfico abarcaba el Devónico.

## Discusión
Algunas clasificaciones más recientes incluirían Cribrosphaera en el suborden Parathuramminina, del orden Parathuramminida, de la subclase Afusulinina y de la clase Fusulinata.

## Clasificación
Cribrosphaera incluía a la siguiente especie:
- Cribrosphaera simplex †